# UTC+06:00

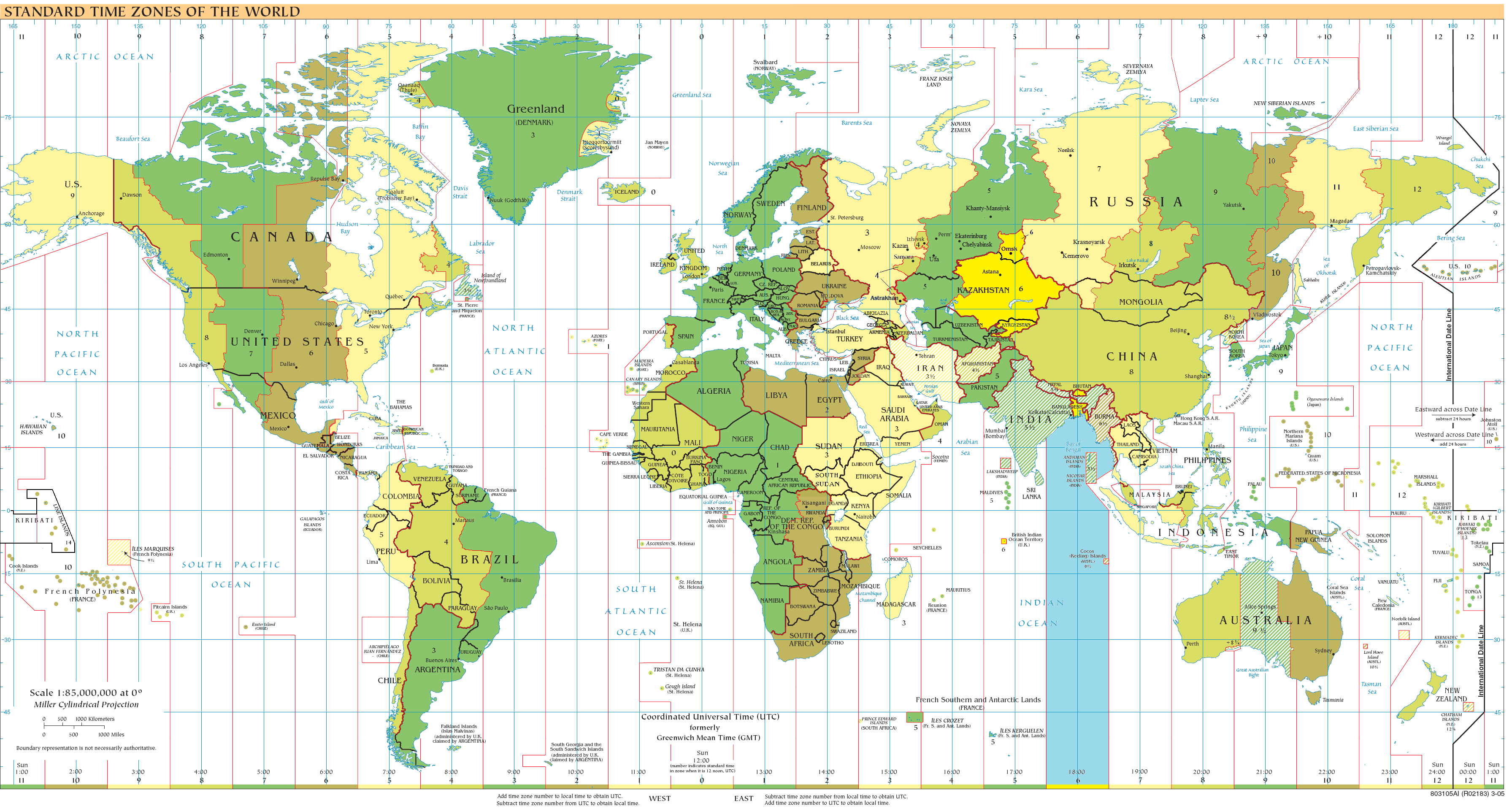
UTC+06:00

UTC+06:00 (F – Foxtrot) – strefa czasowa, odpowiadająca czasowi słonecznemu południka 90°E.
W strefie znajdują się m.in. Astana, Biszkek, Thimphu, Dhaka, Nowosybirsk i Omsk.

## Strefa całoroczna
Azja:
- Bangladesz
- Bhutan
- Kazachstan (Ałmaty, Astana, Bajkonur oraz obwody akmolski, ałmacki, karagandyjski, kustanajski, kyzyłordyński, pawłodarski, południowokazachstański, północnokazachstański, wschodniokazachstański i żambylski)
- Kirgistan
- Rosja (Kraj Ałtajski, obwody nowosybirski, omski i tomski oraz Republika Ałtaju)

Ocean Indyjski:
- Brytyjskie Terytorium Oceanu Indyjskiego

## Czas letni na półkuli północnej
Azja:
- Pakistan